# Louvre - Rivoli (metrostation)
Louvre - Rivoli is een station van de metro in Parijs langs de metrolijn 1 in het 1e arrondissement. Oorspronkelijk was de naam station Louvre.
In 1989 kreeg het station haar huidige naam en een directe toegang tot het Louvre. Tegelijkertijd werd het station Palais Royal van naam gewijzigd in Palais Royal - Musée du Louvre.
De ingang tot het station is een ontwerp van Hector Guimard. Het is een monument historique.